# Права ЛГБТ в Джерсі
Права ЛГБТ у коронному володінні Джерсі суттєво прогресували з початку 1990-х років. З тих пір ЛГБТ-люди отримали більше прав, на рівні з гетеросексуальними парами, наприклад, рівний вік згоди (2006), право змінити стать для трансгендерних людей (2010), право вступати в цивільне партнерство (2012), право на усиновлення дітей (2012) і дуже широкий захист від дискримінації та правовий захист на основі «сексуальної орієнтації, зміни статі та інтерсексуального статусу» (2015). 
Джерсі — єдина британська територія, в якій «інтерсексуальний статус» закріплено в антидискримінаційні закони. З 1 липня 2018 року на Джерсі легалізовано одностатеві шлюби.

## Закон про одностатеві статеві стосунки
До 1990 року одностатеві статеві стосунки були кримінальним злочином. Вік згоди було знижено з 21 до 18 років у 1995 році, рівно через рік після того, як знизився вік згоди до 18 років у Сполученому Королівстві. З 2006 року вік для згоди зупинився на рівні 16 років.

## Визнання одностатевих стосунків
Джерсі дозволяє одностатевим парам вступати в цивільне партнерство або шлюб.

### Цивільні партнерства
20 жовтня 2009 року Штати Джерсі (парламент) проголосував за цивільні партнерства «в принципі». За проголосували 48, 1 – проти, 4 – утрималися. 12 липня 2011 року було прийнято законодавство, яке дозволяє цивільне партнерство. Законопроєкт був ухвалений королевою Єлизаветою II 14 грудня 2011 року та зареєстрований королівським судом 6 січня 2012 року, набравши чинності 2 квітня 2012 року. Закон також дозволяє одностатевим парам реєструвати своє цивільне партнерство в церквах, якщо відповідна церква дасть згоду на це.
У березні 2022 року Штатами Джерсі був прийнятий законопроєкт, який дозволяє гетеросексуальним парам також вступати в цивільне партнерство. Очікується, що закон набере чинності 1 січня 2023 року.

### Шлюб
22 вересня 2015 року штати ухвалили принципову угоду про легалізацію одностатевих шлюбів, голосуванням, 37-за проти-4. Закон набрав чинності в жовтні 2017 року. Хоча розгляд кілька разів відкладався, все ж законодавство про одностатеві шлюби було схвалено Штатами 1 лютого 2018 року провівши голосування де законопроєкт було підтримано  43 голосами. Законопроект отримав королівський дозвіл 23 травня 2018 року та набрав чинності 1 липня 2018 року. Перша пара одружилася незабаром після цього, 9 липня.

## Усиновлення та батьківство
Спільне усиновлення стали дозволені з 2012 року, коли набув чинності закон про цивільне партнерство.
Крім того, лесбійські пари отримали доступ до штучного запліднення.
23 червня 2015 року штати Джерсі погодилися внести зміни у законодавство щодо усиновлення, закон називається Сьома поправка до закону про усиновлення (Джерсі) 2015 року (англ. Adoption (Amendment No. 7) (Jersey) Law 2015), для того щоб надати неодруженим парам рівні права на усиновлення. Раніше подавати документи на усиновлення дітей дозволялося лише сімейним парам і парам у цивільному партнерстві. Закон набрав чинності 16 жовтня 2015 року.

## Захист від дискримінації
2 червня 2015 року штати Джерсі прийняли Discrimination (Sex and Related Characteristics) (Jersey) Regulations 2015, які захищають ЛГБТ та інтерсексуальних людей від дискримінації. Законодавство було схвалено в третьому читанні 37 членами, «за», 1 утримався та 11 не голосували, і набрав чинності 1 вересня 2015 року.

## Гендерна ідентичність та самовираження
Трансгендерним особам дозволено змінювати свою юридичну стать і визнавати нову стать відповідно до Закону про визнання статі (Джерсі) 2010 року (англ. Gender Recognition (Jersey) Law 2010.).
Крім того, трансгендерні люди повністю захищені антидискримінаційними законами.

## Донорство крові
З 2011 року геям і бісексуалам дозволено здавати кров за умови, що вони протягом року не займалися сексом. У березні 2019 року було підтверджено, що 12-місячний критерій буде переглянуто після впровадження більш досконалої технології аналізу крові.
У червні 2021 року пропонувалося, щоб Нормандські острови запровадили «британську модель оцінки ризику» донорства крові. Поки що невідомо, коли закон набуде чинності.

## Місцеві благодійні організації, які захищають права ЛГБТ
Liberate — єдина організація на Нормандських островах, яка представляє місцеву ЛГБТ-спільноту й інші групи секс меншин. Організацію було засновано на Гернсі в лютому 2014 року та на Джерсі в серпні 2014 року. Філія Джерсі лобіювала, щоб інтерсекс люди були включені до Положення Джерсі про дискримінацію (стать і пов’язані ознаки) (Джерсі) 2015 (англ. Discrimination (Sex and Related Characteristics) (Jersey) Regulations 2015) року та проводила кампанію з легалізації одностатевих шлюбів.

## Правові умови життя ЛГБТ Джерсі
| Одностатеві статеві стосунки легальні                                                       | (1990)                                       |
| Рівний вік згоди (16)                                                                       | (2006)                                       |
| Антидискримінаційне законодавство у сфері зайнятості                                        | (2015)                                       |
| Антидискримінаційне законодавство у сфері надання товарів і послуг                          | (2015)                                       |
| Антидискримінаційні закони в усіх інших сферах (включаючи непряму дискримінацію, ворожнечу) | (2015)                                       |
| Антидискримінаційні закони, що стосуються гендерної ідентичності в усіх сферах              | (2015)                                       |
| Дискримінація на основі інтерсексуального статусу заборонена                                | (2015)                                       |
| Одностатеві шлюби                                                                           | (2018)                                       |
| Визнання одностатевих пар (напр. цивільне партнерство)                                      | (2012)                                       |
| Усиновлення дітей одностатевими парами                                                      | (2012)                                       |
| Спільне усиновлення одностатевими парами                                                    | (2012)                                       |
| ЛГБТ представникам дозволили відкрито служити в армії                                       | (2000)                                       |
| Право на зміну юридичної статі                                                              | (2010)                                       |
| Доступ до ЕКЗ для лесбійок                                                                  | (2012)                                       |
| Комерційне сурогатне материнство для одностатевих пар                                       | (Також заборонено для гетеросексуальних пар) |
| Здача крові для ЧСЧ                                                                         | / (Термін очікування 12 місяців з 2011 року) |